# Saint-Aubin (Côte-d’Or)
Saint-Aubin ist eine französische Gemeinde mit 195 Einwohnern (Stand: 1. Januar 2022) im Département Côte-d’Or in der Region Bourgogne-Franche-Comté; sie gehört zum Arrondissement Beaune und zum Kanton Ladoix-Serrigny. Zur Gemeinde gehört die kleine Ortschaft Gamay.
Während der Revolutionsjahre 1792–1795 trug Saint-Aubin den Namen Auroux-la-Montagne.

## Geographie
Umgeben wird Saint-Aubin von den Gemeinden Auxey-Duresses im Norden, Meursault im Nordosten, Puligny-Montrachet und Chassagne-Montrachet im Osten, Santenay im Süden und La Rochepot im Westen.
Zu erreichen ist Saint-Aubin über die D906 auf der Strecke zwischen Avallon und Chalon-sur-Saône.

## Bevölkerungsentwicklung
| Jahr      | 1962 | 1968 | 1975 | 1982 | 1990 | 1999 | 2006 | 2011 | 2018 |
| Einwohner | 318  | 308  | 288  | 281  | 239  | 248  | 266  | 250  | 222  |

Quellen: Cassini und INSEE

## Weinbau
Die Gemeinde liegt zwei Kilometer hinter den Weinorten Puligny-Montrachet und Chassagne-Montrachet mit Grand-Cru-Lagen nahe Beaune. Auch hier wird ein Wein unter dem Namen der Appellation "Saint-Aubin (AOC)" produziert. Die Bezeichnung wird seit 1970 geführt. Rund zwei Drittel davon sind Weißweine (vor allem Chardonnay) und ein Drittel Rotweine (vor allem Pinot Noir).

## Sehenswürdigkeiten

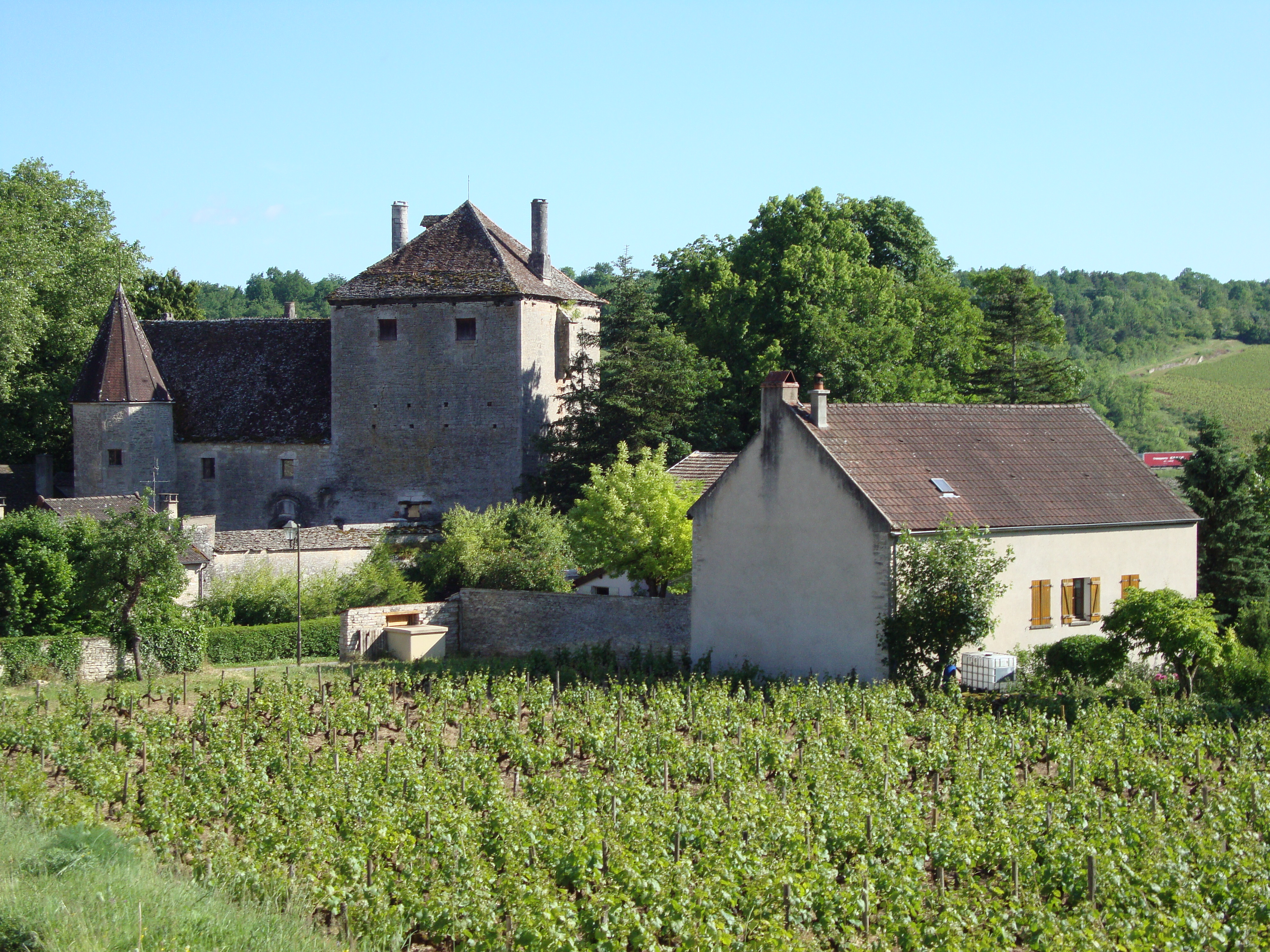
Château de Gamay

- Kirche aus dem 10. oder 11. Jahrhundert (Monument historique)
- Château de Gamay aus dem 12. Jahrhundert (seit 1991 Baudenkmal)